# Kim W. Andersson

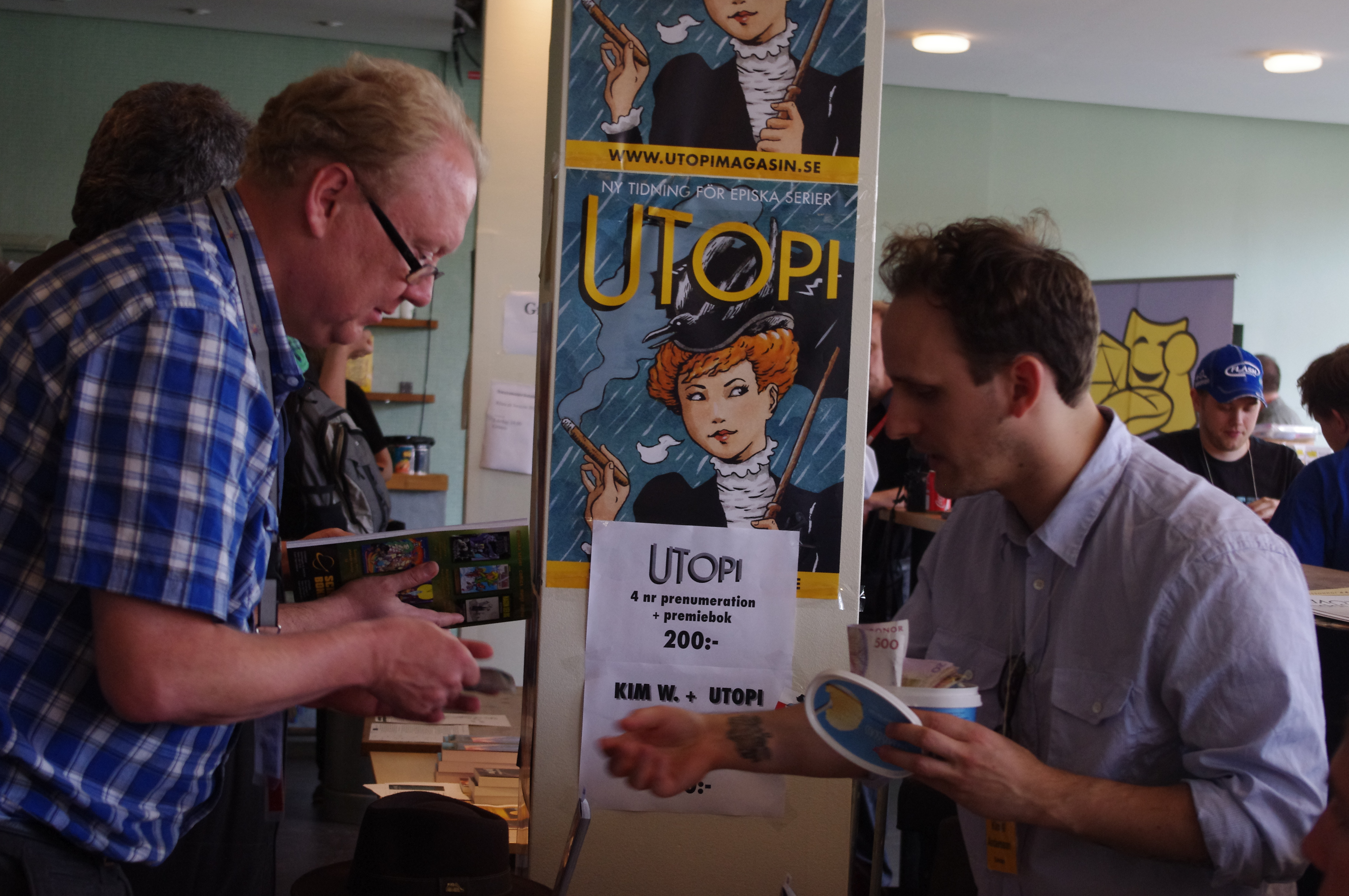
Kim W Andersson (höger) säljer serietidningen Utopi på science fiction-kongressen Swecon/Eurocon 2011.

Kim Waldemar Andersson, född 23 september 1979 i Staffanstorp, är en svensk serietecknare. 

## Biografi
Andersson började rita serier i tonåren, men gjorde sitt första riktiga försök när han sökte in till Serieskolan i Malmö 2003. Andersson startade Lucky Death Comics tillsammans med Loka Kanarp under första året på skolan och tillsammans gav de ut seriefanzin och hade utställningar. Andra året på skolan fördjupade han sig i sitt första serieprojekt "Staffanstorp tills jag dör", en halvt självbiografisk serie om hans högstadieår. Under andra året kom även Andersson i kontakt den danska serieskaparen Peter Snejbjerg och påbörjade deras mentorskap, som fortsatt sedan dess.
Under tiden i serieskolan gjorde Andersson de första Love Hurts-serierna, som är de serier som han är mest känd för. Det är i och med dem han har myntat sitt genomgående tema, romantisk skräck. De två första delarna av Love Hurts gjordes redan under första året på skolan, den ena tecknades om under andra året och det är den som är publicerad som Love Hurts No.1, fast var egentligen den andra som gjordes. Andersson var med och startade Seriecenter i Kulturhuset Mazetti i Malmö och flyttade in hösten 2003. Under inflyttningsfesten fann redaktören för den norska serietidningen Nemi Anderssons Love Hurts-serie och bad att få publicera den.
På seriefestivalen Komiks.dk i Köpenhamn våren 2006 träffade Andersson skaparen av serien Nemi, Lise Myhre. Hon bad honom att skicka Love Hurts-serierna till svenska Nemi-tidningen där de sedan publicerades under två år. Kartago förlag samlade och gav ut boken Love Hurts våren 2009, som innehåller alla dittills gjorda Love Hurts-serier plus en ramserie speciellt gjord för boken. Andersson har gjort ett par till Love Hurts sedan boken kom ut, de har publicerats i Nemi.
Love Hurts går även i norska och finska Nemi-tidningarna och i Strip Magazine i Kroatien.
2010–2011 gick uppföljaren till Love Hurts, Puppy Love, som följetong i Nemi. Även denna serie är romantisk skräck, fast denna gång en lång berättelse i åtta delar. Serien handlar om Alena, en tjej som inte passar in på sin nya skola. Hennes enda vän är död och tillsammans försöker de stå upp mot LaCrosse-tjejerna, skolans härskarinnor. Ett teaser-avsnitt till Puppy Love publicerades i Nemi 10/09.
Andersson har även illustrerat och formgivit omslagen till en rad CD-skivor och böcker, bland annat den svenska utgåvan av Dee Dee Ramones skräckroman Chelsea Horror Hotel (2010).